# オレンジ郡 (バージニア州)
オレンジ郡（英: Orange County）は、アメリカ合衆国バージニア州内に位置する郡である。人口は25,881人（2000年）である。ここの郡庁所在地はオレンジである。

## 歴史
オレンジ郡はスポットシルヴァニア郡から分割して1734年に設立された。この郡はオレンジ公ウィリアム3世の名を取って命名された。

## 地理
アメリカ合衆国統計局によると、この郡は総面積889 km2 (343 mi2) である。このうち885 km2 (342 mi2) が陸地で4 km2 (2 mi2) が水地域である。総面積の0.50%が水地域となっている。

## 人口動勢
2000年国勢調査で、この郡は人口25,881人、10,150世帯、及び7,470家族が暮らしている。人口密度は29/km2 (76/mi2) である。13/km2 (33/mi2) の平均的な密度に11,354軒の住宅が建っている。この都市の人種的な構成は白人84.36%、アフリカン・アメリカン13.78%、先住民0.20%、アジア0.34%、太平洋諸島系0.02%、その他の人種0.39%、及び混血0.90%である。ここの人口の1.28%はヒスパニックまたはラテン系である。
この郡内の住民は23.00%が18歳未満の未成年、18歳以上24歳以下が6.50%、25歳以上44歳以下が27.80%、45歳以上64歳以下が25.60%、及び65歳以上が17.20%にわたっている。中央値年齢は40歳である。女性100人ごとに対して男性は93.80人である。18歳以上の女性100人ごとに対して男性は91.70人である。
この郡内の世帯ごとの平均的な収入は42,889米ドルであり、家族ごとの平均的な収入は48,197米ドルである。男性は31,982米ドルに対して女性は24,209米ドルの平均的な収入がある。この郡の一人当たりの収入 (per capita income) は21,107米ドルである。人口の9.20%及び家族の7.10% は貧困線以下である。全人口のうち18歳未満の11.60%及び65歳以上の10.80%は貧困線以下の生活を送っている。

## 町
- ゴードンズビル (Gordonsville)
- オレンジ (Orange)

### CDP
- Barboursville